# Teatro Goiânia
Teatro Goiânia, inaugurado em 14 de julho de 1942, é o mais tradicional espaço cultural de Goiânia, capital do estado brasileiro de Goiás. Integra o conjunto arquitetônico do projeto da cidade. Trata-se do estilo Art déco dos arquitetos Jorge Félix e José do Amaral Neddermeyer. Sua construção teve início em 1940 e foi concluída em 1942. O Correio Oficial do dia 12 de junho de 1942 trazia a informação: "A inauguração do Teatro Goiânia vai ser marcada por uma super produção da Metro-Goldwyn-Mayer, na próxima terça-feira". À entrada do teatro, estava o então interventor federal do estado, Pedro Ludovico Teixeira, que descerrava a placa, dando por inaugurada a mais luxuosa casa de espetáculos da nova capital do estado de Goiás.
No Cine-Teatro Goiânia que se realizou o Batismo Cultural de Goiânia. O filme Divino Tormento, com Nelson Eddy e Jeanette MacDonald, foi exibido na estreia. Na mesma semana, a Companhia Eva Todor, a maior empresa de comédia brasileira, inaugurou o palco com a obra Colégio Interno, de Ladislaw Todor. Embora tenha sido projetado para as funções de cinema e teatro, praticamente não foi utilizado como cinema.
Além de sua importância histórica, na atualidade, o teatro, com capacidade para 850 pessoas, é um dos principais espaços de apresentação de dança, teatro e música erudita e popular da cidade, tendo sido declarado Patrimônio Nacional em 2003.
O Teatro Goiânia foi um dos primeiros prédios da nova capital. Está localizado na avenida Tocantins, na encruzilhada com a avenida Anhanguera (a avenida mais famosa da cidade), região central, no plano original da cidade.
Abre de segunda a sexta-feira, das 8 às 20 horas, e nos sábados, domingos e feriados para espetáculos.

O Teatro Goiânia, após abrangente obra de restauro e reconstituição de elementos originais, teve sua reinauguração no dia 28 de dezembro de 2010. A reabertura solene se deu com um concerto grandioso, tendo como solistas o barítono Renato Mismetti e o pianista Maximiliano de Brito, acompanhados pela Orquestra de Câmara Goyazes, sob a regência de Eliseu Ferreira.